# Maxi (Zeitschrift)
Maxi ist eine deutsche Frauenzeitschrift, die von 1998 bis 2018 bei der Bauer Media Group erschien und seit 2020 bei Ocean Global erscheint.
Die Zeitschrift erschien ab 1998 monatlich bei der Bauer Media Group. 2015 wurden die Redaktionen von Maxi und Myway zusammengelegt. Im Frühjahr 2018 wurde der Redaktionssitz von Maxi von  Hamburg nach München verlegt und Myway eingestellt. Im Dezember 2018 wurde auch Maxi eingestellt. Die verkaufte Auflage sank zuvor von 311.355 Exemplaren im ersten Quartal 1998 auf 131.769 Exemplare im vierten Quartal 2018.
Seit März 2020 erscheint die Zeitschrift zehnmal jährlich beim Kieler Verlag Ocean Global, der dafür eine Lizenz von der Bauer Media Group erwarb. Die verkaufte Auflage beträgt aktuell 61.651 Exemplare, ein Minus von 36,3 Prozent seit dem dritten Quartal 2020.